# Coca de dacsa

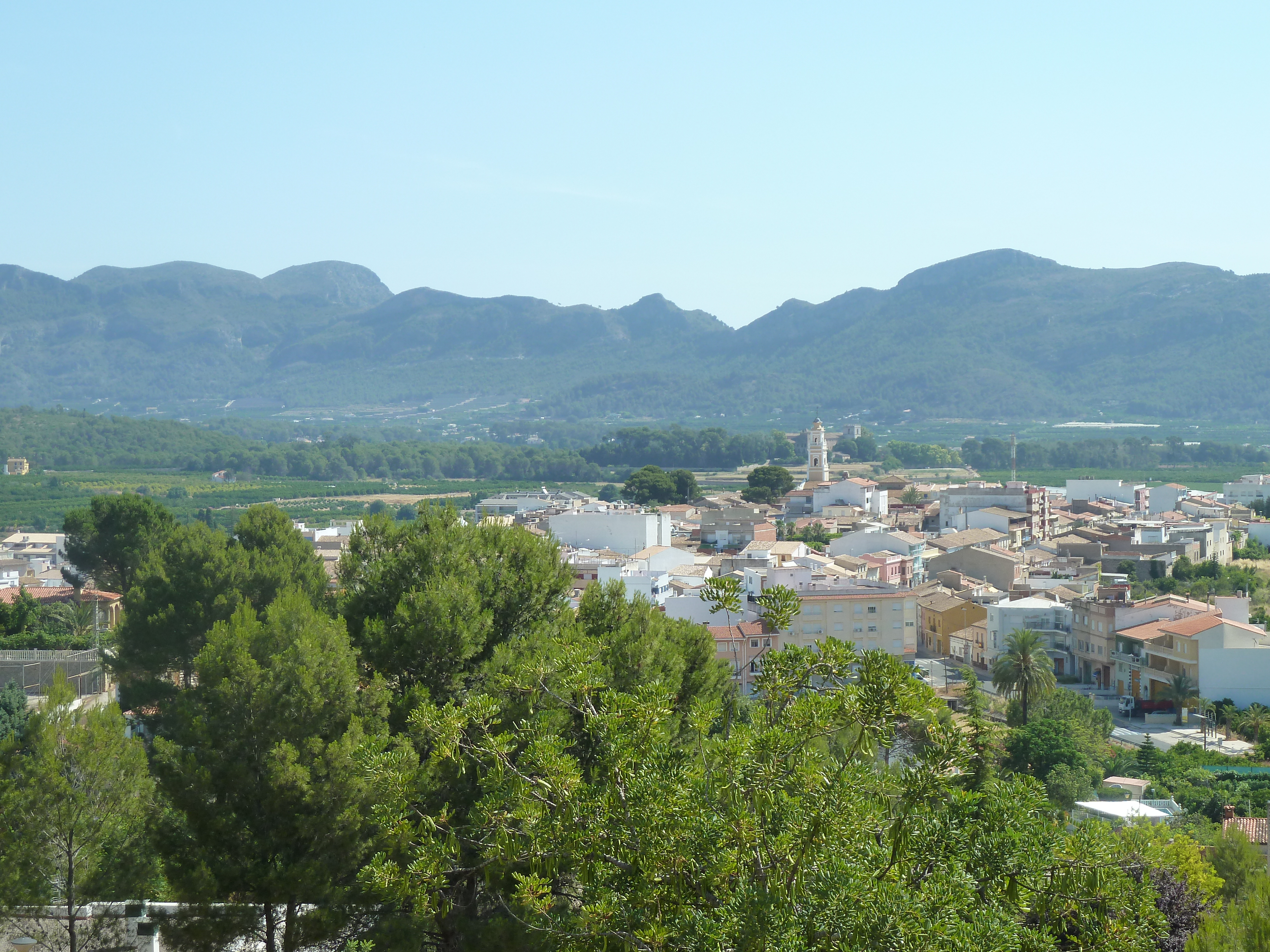
Ròtova. Les coques escaldades són un plat tipic al poble.

Les coques de dacsa o coques de ploure, són unes coques redones i planes que es fan de farina de dacsa, sovint mesclada amb farina de forment, aigua, oli i sal. Són un plat molt típic de la Safor, en especial de Ròtova o d'Oliva, i en alguns llocs de la Marina Alta, com el Verger i Pego, vila on també es diuen coques escaldades.
S'elaboren mesclant i pastant els ingredients fins que s'aconsegueix una massa uniforme, que es deixa reposar, per a més tard formar unes coques redones i planes, que es cuinen amb unes quantes gotes d'oli. S'acompanyen amb una picadeta de tonyina, ou ratllat i tomaca fregida, o bé d'altres picadetes d'aladrocs o sardines, o sofregits d'espinacs.
Es mengen posant una quantitat de l'acompanyament al mig de la coca i aquesta s'enrotlla fins que es fa un rotllo que es pot menjar directament amb les mans. La seua relació amb els tacos i els burritos no és clara, encara que la semblança amb les truites (tortilles) mexicanes i els talos bascos és evident.
La massa de les coques escaldades també s'utilitza per a fer pastissos que reben el nom de pastissos escaldats.